# Compositie (De Vries)
Compositie, ook wel aangeduid als Rustende figuur, is een beeldhouwwerk van Leo de Vries dat staat in Amsterdam-Oost.
De uit Frans kalksteen (vaurion) gefabriceerde plastiek is geplaatst in het Galileïplantsoen. Met een lengte van 2.5, een breedte van 0,65 en een hoogte van 1, 6 meter is het een opvallende verschijning in een open grasveld. Met name het gewicht van het totaal leverde problemen op voor de kunstenaar, de vloer van zijn toenmalige atelier kon dat niet aan. Daarom maakte De Vries het kunstwerk in drieën, waarbij die later onder hoge druk aan elkaar "gelijmd" werden (de lijmnaden zijn hier en daar te zien). De Vries maakte een aantal geabstraheerde menselijke figuren en dit beeld is daar ook een voorbeeld van. Het lijkt op een op zijn/haar zij liggend mens. In de buurt kreeg het echter de bijnaam "Konijn" (zie oren en staartje). Het gebruikte materiaal is gevoelig voor aanslag (het is hier en daar groen gekleurd).
In de eerste helft van jaren twintig van de 21e eeuw was het beeld nauwelijks zichtbaar. Het plantsoen stond toen vol (bouw)materiaal ten behoeve van grootscheepse werkzaamheden in de buurt.